# Distrito de Rajouri
Rajouri (en hindi; राजौरी जिला) es un distrito de la India en el estado de Jammu y Cachemira. Código ISO: IN.JK.RA.
Comprende una superficie de 2 630 km².
El centro administrativo es la ciudad de Rajouri.

## Demografía
Según censo 2011 contaba con una población total de 619 266 habitantes, de los cuales 286 842 eran mujeres y 332 424 varones.